# KF Ferizaj
KF Ferizaj (alb. Klubi Futbollistik Ferizaj, serb. cyr. Фудбалски клуб Урошевац) – kosowski klub piłkarski, mający siedzibę w mieście Ferizaj, w południowo-wschodniej części kraju.

## Historia
Chronologia nazw:
- 1923: KF Ferizaj

Klub piłkarski KF Ferizaj został założony miejscowości Ferizaj w roku 1923. Zespół występował w niższych ligach mistrzostw Jugosławii. Po zakończeniu wojny w Kosowie w 1999 roku klub ponownie startował w Pierwszej lidze Kosowa, ale zajął przedostatnie 17.miejsce i spadł do Drugiej ligi. W sezonie 2001/02 zajął pierwsze miejsce w Grupie B i wrócił do najwyższej ligi. W 2007 ponownie spadł z Superligi do pierwszej ligi. W następnym sezonie uplasował się na drugim miejscu i wrócił do Superligi. Sezon 2010/11 zakończył na ostatnim miejscu i znów spadł do pierwszej ligi. W 2013 po wygraniu pierwszej ligi powrócił do Superligi. W sezonie 2014/15 uplasował się na przedostatniej pozycji i ponownie spadł z Superligi. Po roku przerwy znów wrócił do najwyższej ligi.

## Sukcesy

### Trofea międzynarodowe
Nie uczestniczył w rozgrywkach europejskich (stan na 31-05-2016).

### Trofea krajowe
| \| \| Zdobyte trofea w rozgrywkach Kosowa (stan na: 31-05-2016) \| |                                                           |      |                            |
| Rozgrywki                                                          | Osiągnięcie                                               | Razy | Sezon(y)                   |
| Mistrzostwo                                                        | I miejsce                                                 | 0    |                            |
| Mistrzostwo                                                        | II miejsce                                                | 0    |                            |
| Mistrzostwo                                                        | III miejsce                                               | 1    | 2003/04                    |
| Puchar                                                             | zdobywca                                                  | 0    |                            |
| Puchar                                                             | finalista                                                 | 2    | 2011/12, 2012/13           |
| II liga                                                            | I miejsce                                                 | 2    | 2001/02 (Grupa B), 2012/13 |
| II liga                                                            | II miejsce                                                | 2    | 2007/08, 2015/16           |
| II liga                                                            | III miejsce                                               | ?    |                            |
| Kosowo                                                             | Zdobyte trofea w rozgrywkach Kosowa (stan na: 31-05-2016) |      |                            |

## Stadion
Klub rozgrywa swoje mecze domowe na stadionie Ismet Shabani w Ferizaj, który może pomieścić 2000 widzów.

## Piłkarze

### Obecny skład
Stan na 17 lutego 2025
| Nr | Poz. | Piłkarz               |
| -- | ---- | --------------------- |
| 1  | BR   | Petrit Terziu         |
| 2  | OB   | Enhar Cakolli         |
| 3  | OB   | Franko Lamçe          |
| 4  | OB   | Antonio Ilieski       |
| 7  | NA   | Albion Kurtaj         |
| 8  | PO   | Arlind Shabani        |
| 10 | NA   | Edon Sadriu (kapitan) |
| 12 | BR   | Marko Jowanowski      |
| 13 | OB   | Ardit Topalaj         |
| 14 | NA   | Abdeen Temitope Abdul |
| 15 | NA   | Fatjon Jusufi         |
| 18 | PO   | Marko Musulin         |

| Nr | Poz. | Piłkarz                                      |
| -- | ---- | -------------------------------------------- |
| 19 | NA   | Erion Sadriu                                 |
| 20 | OB   | Filip Gligorow                               |
| 21 | OB   | Qlirim Avdulli                               |
| 22 | NA   | Betim Haxhimusa                              |
| 23 | NA   | Valmir Nafiu                                 |
| 24 | NA   | Redon Syla                                   |
| 25 | PO   | Donart Llabjani (wypożyczony z FC Prishtina) |
| 26 | PO   | Gentrit Ramusa                               |
| 30 | BR   | Elvis Shehu                                  |
|    | PO   | Blendi Topalli                               |
|    | PO   | Erion Salihu                                 |

## Inne
- KF Lepenci Kačanik